# 水津瑠美
水津 瑠美（すいづ るみ、1990年12月7日 - ）は、日本の元フィギュアスケート選手（女子シングル）。2007年、第76回全日本ジュニア選手権優勝。

## 人物
イギリスのロンドンで生まれる。世田谷区立弦巻中学校、駒場学園高等学校、中京大学卒。趣味はショッピング、ダンス。無良崇人とは幼なじみで、松戸に住んでいたころは保育園の同級生だった。スケートを始めたのも無良の母親に誘われたのがきっかけだという。
中学時代に習得した3回転トウループのコンビネーションジャンプを得意とする一方、ルッツとフリップは苦手。

## 経歴
3歳のころ、無良隆志のもとでスケートを始める。2006-2007シーズン、ISUジュニアグランプリ(JGP)で2戦続けて表彰台に立ち、JGPファイナルに進出。全日本フィギュアスケートジュニア選手権で2位となり、初めて出場した世界ジュニア選手権でも5位に入った。
前年の活躍を受け、2007-2008シーズンには日米対抗フィギュアにジュニア女子代表として出場。JGPでも2戦続けて3位になり、全日本ジュニア選手権では初優勝を果たす。全日本選手権ではショートプログラム6位でフリースケーティングの最終グループに入った。しかし世界ジュニア選手権では16位と不調で、翌シーズンもジュニアに残ることを決意する。
2008-2009シーズンは全日本ジュニア選手権で23位に沈み、世界ジュニア選手権出場はかなわなかった。
2009-2010シーズンは、中京大学に進学しシニア転向となったが、中部フィギュアスケート選手権からの出場となり6位。全日本フィギュアスケート選手権大会23位、日本学生氷上競技選手権13位と転向に苦戦する。
2010-2011シーズンは、中部フィギュアスケート選手権で村上佳菜子、中村愛音に次ぐ3位。
全日本フィギュアスケート選手権大会は、ショートプログラムで27位に終わりフリーに進めず。国体では、愛知県の代表として成年女子の部に鈴木明子と出場し、優勝の鈴木、準優勝の東京都代表村主章枝に次ぐ、3位で愛知県の優勝に貢献。
2011-2012シーズンは、中部フィギュアスケート選手権を取消。西日本学生フィギュアスケート選手権大会は、16位。それ以降アマ大会に出場しておらず、事実上の引退状態である。

## 主な戦績
| 大会/年                     | 2003-04 | 2004-05 | 2005-06 | 2006-07 | 2007-08 | 2008-09 | 2009-10 | 2010-11 |
| --------------------------- | ------- | ------- | ------- | ------- | ------- | ------- | ------- | ------- |
| 全日本選手権                |         |         |         | 11      | 11      |         | 23      | 27      |
| 世界Jr.選手権               |         |         |         | 5       | 16      |         |         |         |
| 全日本Jr.選手権             | 13      | 6       | 4       | 2       | 1       | 23      |         |         |
| JGPファイナル               |         |         |         | 8       |         |         |         |         |
| JGPスケートサファリ         |         |         |         |         |         | 10      |         |         |
| JGPメラーノ                 |         |         |         |         |         | 2       |         |         |
| JGPブラオエン・シュベルター |         |         |         |         | 3       |         |         |         |
| JGPハルギタ杯               |         |         |         |         | 3       |         |         |         |
| JGPハーグ                   |         |         |         | 3       |         |         |         |         |
| JGPブダペスト               |         |         |         | 2       |         |         |         |         |
| JGPソフィア杯               |         |         | 5       |         |         |         |         |         |
| JGPSBC杯                    |         |         | 5       |         |         |         |         |         |
| JGPスケートロングビーチ     |         | 5       |         |         |         |         |         |         |
| ガルデナスプリング杯        |         |         |         | 2       |         |         |         |         |

### 詳細
| 2010-2011 シーズン    |                                              |          |    |      |
| 開催日                | 大会名                                       | SP       | FS | 結果 |
| 2010年12月24日 - 27日 | 第79回全日本フィギュアスケート選手権（長野） | 27 38.62 | -  | 27   |

| 2009-2010 シーズン  |                                              |          |          |           |
| 開催日              | 大会名                                       | SP       | FS       | 結果      |
| 2009年12月25日-27日 | 第78回全日本フィギュアスケート選手権（大阪） | 21 46.94 | 23 70.23 | 23 117.17 |

| 2008-2009 シーズン  |                                                        |          |          |           |
| 開催日              | 大会名                                                 | SP       | FS       | 結果      |
| 2008年11月23日-24日 | 第77回全日本フィギュアスケートジュニア選手権（名古屋） | 19 42.03 | 21 65.81 | 23 107.84 |
| 2008年10月8日-12日  | ISUジュニアグランプリ スケートサファリ（ケープタウン） | 11 41.15 | 9 77.70  | 10 118.85 |
| 2008年9月3日-7日    | ISUジュニアグランプリ メラーノ（メラーノ）             | 2 48.22  | 4 73.75  | 2 121.97  |

| 2007-2008 シーズン   |                                                                |          |          |           |
| 開催日               | 大会名                                                         | SP       | FS       | 結果      |
| 2008年2月25日-3月2日 | 2008年世界ジュニアフィギュアスケート選手権（ソフィア）         | 10 46.25 | 21 65.94 | 16 112.19 |
| 2007年12月26日-28日  | 第76回全日本フィギュアスケート選手権（大阪）                   | 6 53.82  | 13 82.45 | 11 136.27 |
| 2007年11月24日-25日  | 第76回全日本フィギュアスケートジュニア選手権（仙台）           | 1 53.52  | 1 93.06  | 1 138.16  |
| 2007年10月10日-13日  | ISUジュニアグランプリ ブラオエン・シュベルター杯（ケムニッツ） | 1 56.53  | 7 72.79  | 3 129.32  |
| 2007年9月6日-9日     | ISUジュニアグランプリ ハルギタ杯（ミエルクレア＝チュク）       | 2 48.86  | 4 73.46  | 3 122.32  |

| 2006-2007 シーズン   |                                                                  |          |          |           |
| 開催日               | 大会名                                                           | SP       | FS       | 結果      |
| 2007年2月26日-3月4日 | 2007年世界ジュニアフィギュアスケート選手権（オーベルストドルフ） | 5 49.31  | 6 85.64  | 5 134.95  |
| 2006年12月27日-29日  | 第75回全日本フィギュアスケート選手権（名古屋）                   | 10 51.10 | 10 93.46 | 11 144.56 |
| 2006年12月7日-10日   | 2006/2007 ISUジュニアグランプリファイナル（ソフィア）            | 7 43.23  | 8 68.90  | 8 112.13  |
| 2006年11月25日-26日  | 第75回全日本フィギュアスケートジュニア選手権（広島）             | 4 43.02  | 1 89.59  | 2 132.61  |
| 2006年10月5日-7日    | ISUジュニアグランプリ ハーグ（ハーグ）                           | 2 47.99  | 3 76.83  | 3 124.82  |
| 2006年8月31日-9月3日 | ISUジュニアグランプリ ブダペスト（ブダペスト）                   | 3 40.44  | 3 67.48  | 2 107.92  |

| 2005-2006 シーズン    |                                                      |          |         |          |
| 開催日                | 大会名                                               | SP       | FS      | 結果     |
| 2005年12月10日-11日   | 第74回全日本フィギュアスケートジュニア選手権（長野） | 12 41.00 | 3 92.58 | 4 133.58 |
| 2005年10月20日-23日   | ISUジュニアグランプリ SBC杯（岡谷）                  | 8 40.68  | 4 73.89 | 5 114.57 |
| 2005年9月29日-10月2日 | ISUジュニアグランプリ ソフィア杯（ソフィア）         | 5 42.89  | 5 77.00 | 5 119.89 |

| 2004-2005 シーズン  |                                                            |         |         |          |
| 開催日              | 大会名                                                     | SP      | FS      | 結果     |
| 2004年11月20日-21日 | 第73回全日本フィギュアスケートジュニア選手権（横浜）       | 7 42.03 | 7 79.40 | 6 121.43 |
| 2004年9月9日-12日   | ISUジュニアグランプリ スケートロングビーチ（ロングビーチ） | 7 34.27 | 4 68.72 | 5 102.99 |

| 2003-2004 シーズン  |                                                      |    |    |      |
| 開催日              | 大会名                                               | SP | FS | 結果 |
| 2003年11月22日-23日 | 第72回全日本フィギュアスケートジュニア選手権（京都） | 15 | 12 | 13   |

## プログラム
| シーズン  | SP                                                                   | FS                                                                  | EX |
| --------- | -------------------------------------------------------------------- | ------------------------------------------------------------------- | --- |
| 2009-2010 | Tanghesta                                                            |                                                                     | |
| 2008-2009 | スパニッシュ・キャラバン 作曲：イサーク・アルベニス 振付：阿部奈々美 | マラゲーニャ 振付：宮本賢二                                         | ナディア 演奏：ニティン・ソーニー 振付：宮本賢二                                                       |
| 2007-2008 | スパニッシュ・キャラバン 作曲：イサーク・アルベニス                  | ストレンジ・パラダイス キスメット by ボンド                         | ナディア 演奏：ニティン・ソーニー 振付：宮本賢二What You Waiting For? ボーカル：グウェン・ステファニー |
| 2006-2007 | 愛の夢 作曲：フランツ・リスト 振付：阿部奈々美                       | セギーリヤ 振付：阿部奈々美                                         | |
| 2005-2006 | アイスクイーン 作曲：Paul Dinletir 振付：阿部奈々美                  | シェヘラザード 作曲：ニコライ・リムスキー＝コルサコフ               | |
| 2004-2005 | アイスクイーン 作曲：Paul Dinletir 振付：阿部奈々美                  | 映画『シェルブールの雨傘』サウンドトラック 作曲：ミシェル・ルグラン | |